# Kinga Geben
Kinga Geben (ur. 13 kwietnia 1974 w Wilnie) – litewska filolożka, językoznawczyni i dr nauk humanistycznych narodowości polskiej.

## Życiorys
Kinga Geben urodziła się w 1974 roku w Wilnie. W 1992 roku ukończyła z wyróżnieniem Szkołę Średnią nr 19 (obecnie Szkoła Średnia im. Władysława Syrokomli w Wilnie). Rok wcześniej zajęła trzecie miejsce na etapie ogólnopolskim Olimpiady Polonistycznej, dzięki czemu w 1992 została stypendystką rządu RP i rozpoczęła studia polonistyczne na Uniwersytecie Warszawskim. Pracę magisterską pt: „Problem wielojęzyczności w wileńskiej grupie lokalnej na podstawie badań rodzin heterogenicznych językowo” obroniła w 1997. W tym też roku rozpoczęła pracę na stanowisku asystenta na Uniwersytecie Wileńskim w Katedrze Filologii Polskiej. W 1998 dzięki stypendium od Ministerstwa Edukacji RP rozpoczęła studia doktoranckie na Polonistyce na Uniwersytecie Warszawskim. W 2002 obroniła pracę doktorską pt. „Świadomość i kompetencja językowa a warstwy leksykalne w idiolektach młodzieży polskiego pochodzenia na Wileńszczyźnie”.
Obecnie jest pracownikiem naukowo-dydaktycznym Centrum Polonistycznego Uniwersytetu Wileńskiego. Wykłada takie przedmioty jak: kultura języka polskiego, gramatyka opisowa języka polskiego (fonetyka, składnia), wstęp do socjolingwistyki i lektorat języka polskiego. W centrum jej zainteresowań badawczych są: socjolingwistyka, leksykologia i nauczanie języka polskiego jako obcego. Jest autorką wielu artykułów naukowych.
Brała udział w wielu projektach badawczych. W latach 2003–2005 było to: „Opracowanie haseł Wielkiego słownika polsko-litewskiego”. W latach 2004–2007 „CULPOLANG – zintegrowany multimedialny system do nauki języka polskiego i kultury polskiej dla profesjonalistów: finansistów, pracowników administracji”. W latach 2007–2009 Przygotowanie „Dydaktycznego słownika litewsko-polskiego”. W latach 2007–2009 „Użycie języków a tożsamość narodowa w miastach litewskich” („Miasta i języki”). W latach 2010–2012 „Socjolingwistyczna mapa Litwy: miasta i miasteczka”.
Wielokrotnie nadzorowała Olimpiadę Języka Polskiego na Litwie. W 2022 była autorką dyktanda. Językoznawczyni bierze także udział w wielu programach popularyzujących wiedzę o poprawnym używaniu języka polskiego np. w audycji pt „Gramatyczne Poniedziałki” dla zw.lt. Jest członkiem Stowarzyszenia Naukowców Polaków Litwy. Wchodzi też w skład Społecznego Komitetu Opieki nad Starą Rossą.
Mąż Zbigniew. Córka Elżbieta (1999).
W 2019 została odznaczona Złotym Krzyżem Zasługi. W 2024 r. otrzymała Srebrną Odznaką Honorową Departamentu Mniejszości Narodowych „Za zasługi” za aktywną działalność społeczną i naukową na rzecz pielęgnowania polskiego dziedzictwa narodowego.

## Publikacje
- Słowa w różnych kontekstach, Warszawa 1998, s. 271–284
- Język polski na Kowieńszczyźnie. Historia, sytuacja socjolingwistyczna, cechy językowe, opracowanie tekstów gwarowych, Warszawa-Wilno: Elipsa, ISBN 83-7151-398-4 (współautorka z/pod redakcją Karaś H.)
- Kresowizmy pochodzenia białoruskiego w języku uczniów szkół polskich na Wileńszczyźnie – Poradnik Językowy, Nr. 9, Warszawa, 46–61, ISSN 0551-5343; 2000
- Świadomość i kompetencja językowa a warstwy leksykalne w idiolektach młodzieży polskiego pochodzenia na Wileńszczyźnie, Warszawa 2003[10].
- Oswajanie słów, Podręcznik do nauczania języka polskiego dla klasy 7, Kaunas: Šviesa, s. 184, ISBN 5-430-04445-8., 2007, (współautorka z Bielawska E.)
- Skrypt Kultura języka polskiego. Zmiany słownikowe w polszczyźnie mówionej na Litwie, Wilno 2013
- Language use and self-identification: The case of Lithuanian Poles. In: „Sociolinguistic Studies” vol. 9.2–3, 2015, s. 243–267
- Współczesny język polski. Swoistość języka polskiego na Litwie, Wilno 2019.
- Pod znakiem Orła i Pogoni: polsko-litewskie związki naukowe i kulturowe w dziejach Uniwersytetu Wileńskiego : zbiór studiów, 2021, Wilno, Vilnius University Press, (współautorka z Ireną Fedorowicz i Mirosławem Dawlewiczem)
- Translanguaging in Polish minority schools in Ukraine and Lithuania, „Zeitschrift für Slawistik” vol. 66, no. 2, 2021, s. 229–248 (współautorka z M. Zielinską)
- Język polski w krajobrazie językowym Wilna. „Acta Baltico-Slavica”, 46, 2022, Article 2867.
- Idiolekt Wojciecha Piotrowicza: słownictwo prozy autobiograficznej. „Slavistica Vilnensis”, 65(1) DOI: 10.15388/SlavViln.2020.65(1).38, s. 87–102, https://www.journals.vu.lt/slavistica-vilnensis/article/view/18471 (współautorka z Ireną Fedorowicz)